# 奥那妥珠单抗
奥那妥珠单抗（INN：onartuzumab）是一种人源化单克隆抗体，设计用于治疗晚期非小细胞肺癌。
奥那妥珠单抗由基因泰克公司开发，正在进行临床试验。